# J. Walter Christie

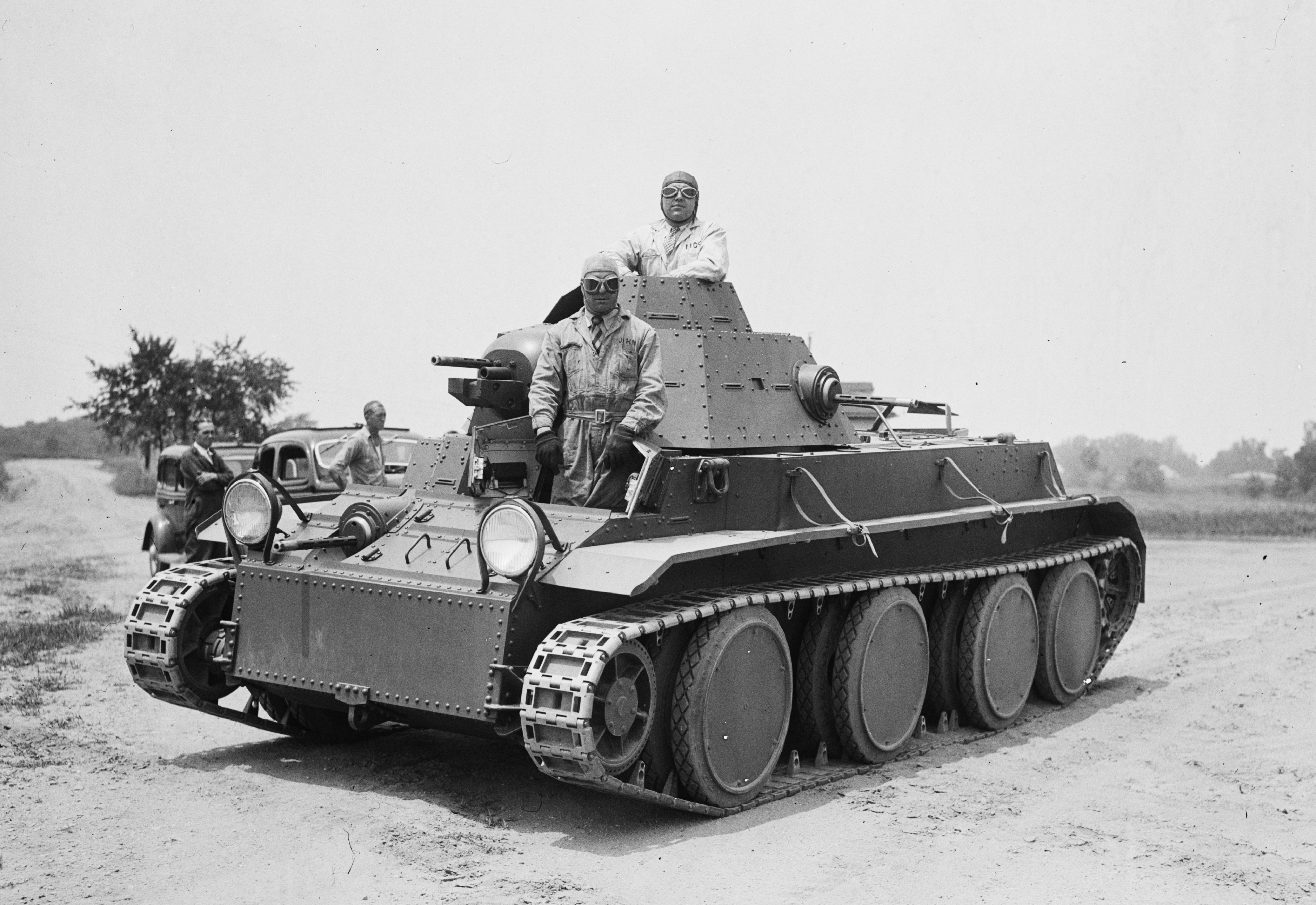
Tanc Christie T3E2 experimental, mostrat aquí durant proves el 1936

John Walter Christie (6 de maig de 1865 – 11 de gener de 1944) fou un enginyer i inventor dels Estats Units d'Amèrica. És més conegut pel desenvolupament del sistema de suspensió de Christie utilitzat a un nombre de dissenys de tancs de la Segona Guerra Mundial, destacant les sèries de BTs soviètics i T-34, i el britànic covenanter i tancs Crusader, Cruiser, així com el tanc Comet.